# Правила Болдуина
Правила Болдуина для замыкания цикла (англ. Baldwin's rules for ring closure) — в органической химии набор эмпирических правил, описывающих предпочтительное направление реакций циклизации в алициклических соединениях. Предложены английским химиком Джеком Болдуином в 1976 году.

## Терминология
При описании своих правил Болдуин использовал следующие аббревиатуры:
- размер формируемого цикла обозначается арабской цифрой с последующим дефисом: 3-, 4-, 5-, 6-, 7-;

- если в ходе циклизации разрывается химическая связь вне будущего цикла, то такая реакция получает префикс экзо-. Если же разрывается «внутренняя» связь, процесс называется эндо-. Особым случаем являются реакции циклизации, сопровождающиеся одновременным раскрытием другого цикла. В таком случае используется соглашение, показанное на рисунке.

- гибридизация электрофильного атома углерода обозначается следующим образом: sp³ — тет (тетрагональный, англ. tetragonal), sp² — триг (тригональный, англ. trigonal), sp — диг (дигональный, англ. digonal).

В зависимости от лёгкости протекания реакции циклизации делятся на выгодные и невыгодные. Данные определения являются относительными. «Невыгодный» процесс вполне возможен, но обычно требует более жёстких условий, чем «выгодный».

## Правила
| Выгодные/невыгодные направления циклизации | Выгодные/невыгодные направления циклизации | Выгодные/невыгодные направления циклизации | Выгодные/невыгодные направления циклизации | Выгодные/невыгодные направления циклизации | Выгодные/невыгодные направления циклизации | Выгодные/невыгодные направления циклизации | Выгодные/невыгодные направления циклизации | Выгодные/невыгодные направления циклизации | Выгодные/невыгодные направления циклизации | Выгодные/невыгодные направления циклизации |
| ------------------------------------------ | ------------------------------------------ | ------------------------------------------ | ------------------------------------------ | ------------------------------------------ | ------------------------------------------ | ------------------------------------------ | ------------------------------------------ | ------------------------------------------ | ------------------------------------------ | ------------------------------------------ |
|                                            | 3                                          | 3                                          | 4                                          | 4                                          | 5                                          | 5                                          | 6                                          | 6                                          | 7                                          | 7                                          |
|                                            | экзо                                       | эндо                                       | экзо                                       | эндо                                       | экзо                                       | эндо                                       | экзо                                       | эндо                                       | экзо                                       | эндо                                       |
| тет                                        | ✓                                          |                                            | ✓                                          |                                            | ✓                                          | ✗                                          | ✓                                          | ✗                                          | ✓                                          |                                            |
| триг                                       | ✓                                          | ✗                                          | ✓                                          | ✗                                          | ✓                                          | ✗                                          | ✓                                          | ✓                                          | ✓                                          | ✓                                          |
| диг                                        | ✗                                          | ✓                                          | ✗                                          | ✓                                          | ✓                                          | ✓                                          | ✓                                          | ✓                                          | ✓                                          | ✓                                          |

Правила Болдуина по своей природе эмпирические и основаны на результатах обобщения множества опубликованных реакций. В настоящее время известны многочисленные отклонения.
Принято считать, что фактором, определяющим ход циклизации, являются стереохимические требования в переходном состоянии процесса. В зависимости от конфигурации электрофильного атома углерода (тет-, триг- или диг-) нуклеофил должен атаковать по строго определённой траектории:

## Примеры
В приведённой ниже реакции выгодный 5-экзо-триг процесс полностью преобладает над невыгодным 5-эндо-триг.

Ключевой стадией полного синтеза алкалоида (+)-преуссина была 5-эндо-диг циклизация под действием ацетата ртути.

## Правила Болдуина для енолятов
Для реакций циклизации, в которых в роли нуклеофила выступает енолят-анион, потребовалось разработать отдельные набор правил и номенклатуру.
Если продукт реакции содержит карбонильную группу вне нового цикла, то такой процесс называется енолэкзо (англ. enolexo). Если же после циклизации карбонильная группа оказывается в цикле, то реакция обозначается как енолэндо (англ. enolendo).

Правила Болдуина для енолятов выглядят следующим образом:
| Выгодные/невыгодные направления циклизации енолятов | Выгодные/невыгодные направления циклизации енолятов | Выгодные/невыгодные направления циклизации енолятов | Выгодные/невыгодные направления циклизации енолятов | Выгодные/невыгодные направления циклизации енолятов | Выгодные/невыгодные направления циклизации енолятов | Выгодные/невыгодные направления циклизации енолятов | Выгодные/невыгодные направления циклизации енолятов | Выгодные/невыгодные направления циклизации енолятов | Выгодные/невыгодные направления циклизации енолятов | Выгодные/невыгодные направления циклизации енолятов |
| --------------------------------------------------- | --------------------------------------------------- | --------------------------------------------------- | --------------------------------------------------- | --------------------------------------------------- | --------------------------------------------------- | --------------------------------------------------- | --------------------------------------------------- | --------------------------------------------------- | --------------------------------------------------- | --------------------------------------------------- |
|                                                     | енолэндо                                            | енолэндо                                            | енолэндо                                            | енолэндо                                            | енолэндо                                            | енолэкзо                                            | енолэкзо                                            | енолэкзо                                            | енолэкзо                                            | енолэкзо                                            |
|                                                     | 3                                                   | 4                                                   | 5                                                   | 6                                                   | 7                                                   | 3                                                   | 4                                                   | 5                                                   | 6                                                   | 7                                                   |
| экзо-тет                                            | ✗                                                   | ✗                                                   | ✗                                                   | ✓                                                   | ✓                                                   | ✓                                                   | ✓                                                   | ✓                                                   | ✓                                                   | ✓                                                   |
| экзо-триг                                           | ✗                                                   | ✗                                                   | ✗                                                   | ✓                                                   | ✓                                                   | ✓                                                   | ✓                                                   | ✓                                                   | ✓                                                   | ✓                                                   |